# Gastrocirrhidae
Die Gastrocirrhidae sind eine Familie von Wimpertierchen der Klasse Spirotrichea.
Die Gastrocirrhidae leben planktonisch, alle Mitglieder sind marin oder psammophil (englisch psammophilic, im sandigen Substrat von Gewässern lebend).
Sie haben eine relativ weite, nach vorne geöffnete Mundhöhle (en. buccal cavity, auch peristomial field ‚Peristomial-Bereich‘ genannt).
Ihr Körper ist im Querschnitt fast rund; das vordere Ende des Körpers ist bemerkenswert abgestumpft (am ausgeprägtesten bei der Gattung Gastrocirrhus).
Die linken Randzirren sind unauffällig oder nicht vorhanden, die Querzirren dagegen groß und in ungewöhnlichen Mustern angeordnet.

## Systematik
Familie Gastrocirrhidae Fauré-Fremiet, 1961
- Gattung Cytharoides Tuffrau, 1975
  - Spezies C. balechi Tuffrau, 1974
- Gattung Euplotidium Noland, 1937[7][8] – Spezies siehe Hauptartikel
- Gattung Gastrocirrhus Lepsi, 1928, mit Synonym Cirrogaster Ozaki & Yagiu, 1942
  - Spezies G. monilifer (Ozaki & Yagiu, 1942), mit Synonymen:
G. adhaerens Fauré-Fremiet, 1954
G. trichocystus Ito, 1958
  - Spezies G. stentoreus Bullington, 1940
  - Spezies G. sp. CXM08122201
  - Spezies G. sp. GZCXM08122201
- Gattung Paraeuplotidium Lei, Choi & Xu, 2002[9] – Spezies siehe Hauptartikel

Die Familie umfasste ursprünglich die drei Gattungen Cytharoides, Euplotidium und Gastrocirrhus; dazu kam die 2002 von Euplotidium abgetrennte Gattung Paraeuplotidium.